# Жумаскалиев, Нурбол Жардемович
Нурбо́л Жарде́мович Жумаскали́ев (каз. Нұрбол Жәрдемұлы Жұмасқалиев; род. 11 мая 1981, Уральск) — казахстанский футболист, атакующий полузащитник, тренер и многолетний капитан клуба «Тобол» Костанай. Победитель Кубка Интертото 2007 года. Чемпион Казахстана (2010) и 8-кратный призёр в составе «Тобола». Бывший игрок сборной Казахстана (2001—2014). Самый опытный футболист и лучший бомбардир Премьер лиги — за 21 сезон (1998—2018) забил 167 голов в 526 играх чемпионата. Входит в топ-10 сборной Казахстана по числу матчей и голов за всю историю. Один из самых выдающихся футболистов за всю историю казахстанского футбола.

## Ранние годы
Футболом начал заниматься с 6 лет. Первый тренер Булат Шалаев. В возрасте 11 лет обучался в интернате футбольного клуба «Намыс» (Алматы), который в то время отбирал лучших юных футболистов со всего Казахстана. Жумаскалиев начинал выступать изначально на позиции нападающего.

## Игровая карьера

### «Нарын» и «Жетысу»
В 17 лет был приглашён в родной «Нарын», только вышедший в Суперлигу Казахстана. Дебютный матч провёл против темиртауского «Булата». За весь сезон «Нарын» ни разу не одержал победу и вылетел обратно в Первую лигу.
По приглашению Берика Аргимбаева Жумаскалиев перешёл в талдыкорганский «Жетысу», но клуб на протяжении всего сезона бился за выживание Суперлиге.

### «Тобол»
В 2000 году Жумаскалиев принял предложение от костанайского «Тобола», где играл до 2010 года. В первом матче оформил хет-трик в ворота «Жетысу». В 22 играх забил 9 голов. Вскоре стал лидером и капитаном команды. Получил вызов в сборную Казахстана.
В 2001 году был признан лучшим полузащитником чемпионата, в 2003 — лучшим футболистом Казахстана (по версии журнала Goаl), а в 2005 году и по версии ФФК.
Дважды участвовал в Кубке Интертото, один раз — в Кубке УЕФА. В Кубке Интертото в 2003 году преодолел 2 раунда. В 2006 году в Кубке УЕФА забил гол «Базелю» (счёт по сумме двух встреч 3:1 в пользу «Базеля»), в 2007 году, победив вместе с командой три клуба, стал одним из победителей Кубка Интертото. Открыл счёт в матче с «Галатасараем» (1:1). В Лиге Европы забил гол в ворота «Зриньски».
В сезоне 2007 «Тобол» с Жумаскалиевым впервые выиграл Кубок Казахстана. 31 августа 2008 года забил самый быстрый хет-трик в истории чемпионатов Казахстана в ворота «Атырау», для достижения этого рекорда Жумаскалиеву понадобилось всего 11 минут.
В сезонах 2002, 2004 и 2006 «Тобол» выигрывал бронзовые медали чемпионата Казахстана. В 2003, 2005, 2007 и 2008 годах становился вице-чемпионом. В сезоне 2010 вместе с «Тоболом» Жумаскалиев впервые стал чемпионом страны. Во многом благодаря ему команда впервые за долгие годы выиграла чемпионат. В матче с «Атырау» решалось, кто займёт 1 место. Жумаскалиев на 70-й минуте матча забил победный гол. По итогам чемпионата занял второе место в списке лучших бомбардиров, его одноклубник Улугбек Бакаев стал первым. По итогом сезона Жумаскалиев стал лучшим футболистом года. После окончания сезона 2010 признался, что хотел бы играть за рубежом. По результатам опроса болельщиков на официальном сайте «Тобола» был признан лучшим игроком сезона.
Благодаря игре за «Тобол», Жумаскалиев привлёк внимание ряда клубов, был на просмотре в московском «Спартаке», также им интересовались клубы из Бундеслиги и английской Премьер-лиги.

### «Локомотив»/«Астана»
12 января 2011 года Жумаскалиев в качестве свободного агента перешёл в астанинский «Локомотив». Контракт был подписан до конца 2011 года.
Я принял самое сложное решение в своей карьере. В Костанае я провёл 11 сезонов, в этом клубе я состоялся как футболист, выиграл Кубок Казахстана, выиграл все комплекты медалей – благодаря «Тоболу» я стал известен. Поддержка болельщиков, внимание акима области – все это помогало нам прогрессировать из года в год. В итоге мы добились своего – выиграли титул чемпиона страны. Не скрою, мне было тяжело принимать решение об уходе из Костаная, но на этом этапе оно было самым необходимым для меня. Я принял решение продолжить карьеру в «Локомотиве»!.
Дебютировал в игре за Суперкубок против «Тобола», в этом же матче впервые выиграл трофей. Стал вице-капитаном команды. 24 апреля забил два гола в ворота кызылординского «Кайсара», довёл число забитых голов в чемпионатах Казахстана до 130.
По итогам сезона стал самым полезным игроком команды, отдав 13 голевых передач и забив 10 мячей. Провёл больше всех времени на поле. Во всех турнирах сыграл 33 игры и забил 10 мячей. По итогам сезона вышел на третье место в списке лучших бомбардиров чемпионатов Казахстана.

### Возвращение в «Тобол»
13 декабря 2011 года директор «Тобола» Николай Панин созвал пресс-конференцию, в которой заявил, что новый главный тренер костанайцев Вячеслав Грозный намерен вернуть Жумаскалиева.
20 декабря 2011 года стало известно, что Жумаскалиев подписал контракт с «Тоболом».
«Я рад, что возвращаюсь в команду. Будем стремиться чтобы «Тобол» вернулся на прежние позиции в чемпионате» 

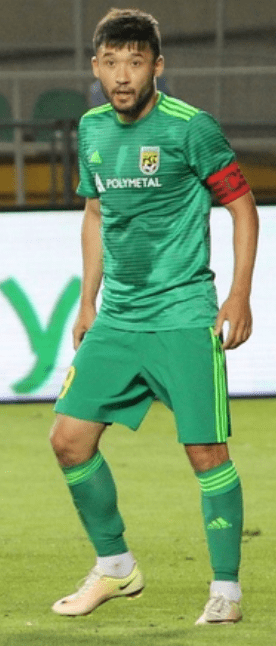
В составе «Тобола» в 2018 году

Первый матч в чемпионате провёл в игре первого тура против алма-атинского «Кайрата» (4:0). Жумаскалиев отдал две голевые передачи и вывел команду с капитанской повязкой.
27 июля 2013 года забил гол в ворота «Жетысу», который стал для него 148-м голом в карьере, тем самым Жумаскалиев стал лучшим бомбардиром Премьер-Лиги Казахстана в истории, побив рекорд Олега Литвиненко.
В 2014 года Жумаскалиев сыграл свой 450-й матч в Премьер-Лиги, став вторым футболистом в истории чемпионата, которому удалось достигнуть отметку в 450 матчей.
5 апреля 2015 года оформил хет-трик в ворота «Тараза». 26 апреля встреча с шымкентским «Ордабасы» стала 458-й в карьере Жумаскалиева, тем самым он стал рекордсменом по количеству проведённых матчей в истории чемпионатов Казахстана.
16 октября 2016 года был удалён в матче с «Акжайыком» за нецензурные выражения в адрес главного судьи, контрольно-дисциплинарный комитет принял решение дисквалифицировать Жумаскалиева на 7 матчей. Позднее федерация футбола Казахстана пошла на встречу игроку и сократила дисквалификацию до 2 матчей.

### «Иртыш»
После конфликта с главным тренером Омари Тетрадзе Жумаскалиев расторг контракт и отправился на сбор с «Алтаем», который должен был дебютировать в Премьер-лиге. Но клуб перестал финансироваться и был переведён во вторую лигу. В феврале Жумаскалиев отправился на просмотр в павлодарский "Иртыш и подписал контракт. Дебютировал 8 марта 2017 года в домашней игре против уральского «Акжайыка», выйдя на замену вместо Павла Шабалина. Сыграл 7 игр в чемпионате и две в Кубке Казахстана, но голов не забил. Через 4 месяца контракт был расторгнут «по обоюдному согласию сторон», так как инициаторы ухода Жумаскалиева из «Тобола» Талгат Баймуратов и Омари Тетрадзе были отправлены в отставку по причине неудовлетворительных результатов команды, а новое руководство желало вернуть Жумаскалиева обратно.

### Снова «Тобол»
Третье пришествие Жумаскалиева в «Тобол» состоялось в июле 2017 года. После ухода прежней администрации команды директором стал Николай Панин, который сразу пригласил Жумаскалиева вернуться в родной клуб. В своём последнем сезоне 2018 Жумаскалиев провёл 10 игр, забил гол в последнем туре и завоевал с командой бронзовую медаль чемпионата впервые за 12 лет. После чего 37-летний футболист заявил о завершении карьеры. Болельщики «Тобола» выразили своё желание закрепить за бессменным капитаном его игровой номер «9», создав соответствующую петицию. В марте 2019 года руководство объявило, что номер будет навечно закреплён за Жумаскалиевым. В декабре 2018 года был назначен спортивным директором клуба.

## В сборной
В сборной Казахстана дебютировал 14 ноября 2001, в возрасте 20 лет, в матче со сборной Эстонии. Играет в нападении, вице—капитан команды. В игре со сборной Армении отличился двумя забитыми голами. 24 марта 2007 года в Отборочном цикле Чемпионата Европы 2008 Нурбол забил победный гол в ворота Сборной Сербии.
После прихода в сборную нового главного тренера Бернда Шторка Жумаскалиев перестал попадать в стартовый состав. Нурбол пропустил немного матчей. Через год Шторк снова пригласил Нурбола.
11 августа 2010 года в товарищеской игре со сборной Омана Жумаскалиев забил гол и был признал лучшим игроком матча. Он достойно участвовал в матчах Отборочном цикле Чемпионата Чемпионата Европы 2012. После разгромного поражения сборной от Германии, главный тренер Мирослав Беранек дал понять, что в услугах опытного игрока он не нуждается.
Последний раз выступил за сборную тренера Юрия Красножана 5 марта 2014 года в товарищеском матче с Литвой и забил гол (1-1). Всего сыграл 58 игр и забил 7 голов.

## Тренерская карьера
22 июля 2019 года Жумаскалиев, бывший спортивным директором «Тобола», был назначен и. о. главного тренера. После назначения Григория Бабаяна на пост главного тренера, вернулся к обязанностям спортивного директора.

## Характеристика
Один из самых лучших исполнителей штрафных в Казахстане. Высокой скоростью не обладал, имело поставленный удар. Имел репутацию отличного распасовщика и лучшего бомбардира страны — за 20 сезонов (1998—2017) забил 166 голов в 521 игре чемпионата РК.

## Достижения

### Командные
«Тобол»
- Чемпион Казахстана: 2010
- Вице-чемпион Казахстана: 2003, 2005, 2007, 2008
- Бронзовый призёр чемпионата Казахстана: 2002, 2004, 2006, 2018
- Обладатель Кубка Казахстана: 2007.
- Обладатель Кубка Интертото: 2007

«Локомотив» Астана
- Обладатель Суперкубка Казахстана: 2011

### Личные
- Лучший футболист Казахстана (по версии ФФК): 2005, 2010
- Лучший футболист Казахстана (по версии журнала Goаl): 2003, 2010
- Лучший полузащитник Казахстана: 2001, 2003, 2004, 2005

## Награды
- Мастер спорта Казахстана.
- Серебряный кубок (50 матчей за сборную)[44].

## Личная жизнь
Жена Асель. 20 января 2010 года у Нурбола родилась дочь Сафия. В жизни Жумаскалиев спокойный, примерный семьянин. 5 января 2012 года у Нурбола родился сын, которого назвали Адамом.

## Факты
- Единственный футболист, который забил более 100 мячей за одну команду в Казахстане[46].
- Рекордсмен по количеству проведённых матчей и забитых голов за «Тобол» (446 игр и 156 голов) и в чемпионате Казахстана (521 игра и 166 голов).
- 5-й по играм за сборную Казахстана[47].

## Цитаты

### О Жумаскалиеве
- «У нас есть Нурбол, который, по моему мнению, мог бы играть в любой команде российской Премьер-лиги. И там со своими человеческими качествами, со своим отношением к футболу, профессионализмом он бы явно не затерялся. Это большая редкость, когда в человеке собрано столько положительных качеств», Равиль Сабитов[48].
- «Нурбол, мы знаем тебя, как квалифицированного и трудолюбивого футболиста. Мы гордимся тобой. Ты — пример для подражания для юных футболистов. Девять лет назад ты начал играть в состав национальной сборной, сегодня тобой гордится весь Казахстан.»,Федерация футбола Казахстана[49].
- «Могу самые теплые слова сказать в адрес Нурбола. Тем более ещё раз мы командой поздравили, у него пополнение в семействе — у него ребёнок родился. Мы очень рады, что Нурбол так трепетно относится к семье. „Спартаку“ Нурбол подходил по всем параметрам. Я так понял, что у тех людей, которые представляли Нурбола или говорили, что его представляют, были завышены аппетиты. По игровым качествам он нас полностью устраивал и я очень рад, что судьба меня вновь свела с Нурболом.», Вячеслав Грозный[50]

## Статистика
| Сезон | Клуб             | Матчи (Ч-т) | Голы | Матчи (Кубок) | Голы | Матчи (Европа) | Голы |
| ----- | ---------------- | ----------- | ---- | ------------- | ---- | -------------- | ---- |
| 1998  | Нарын            | 13          | 0    | 1             | 0    | 0              | 0    |
| 1999  | Жетысу           | 24          | 0    | 2             | 0    | 0              | 0    |
| 2000  | Тобол (Костанай) | 22          | 9    | 1             | 0    | 0              | 0    |
| 2001  | Тобол (Костанай) | 30          | 12   | 2             | 0    | 0              | 0    |
| 2002  | Тобол (Костанай) | 21          | 4    | 2             | 0    | 0              | 0    |
| 2003  | Тобол (Костанай) | 30          | 16   | 4             | 1    | 6              | 1    |
| 2004  | Тобол (Костанай) | 36          | 19   | 0             | 0    | 0              | 0    |
| 2005  | Тобол (Костанай) | 22          | 9    | 0             | 0    | 0              | 0    |
| 2006  | Тобол (Костанай) | 28          | 14   | 4             | 0    | 2              | 1    |
| 2007  | Тобол (Костанай) | 27          | 9    | 4             | 0    | 7              | 2    |
| 2008  | Тобол (Костанай) | 29          | 12   | 3             | 1    | 2              | 0    |
| 2009  | Тобол (Костанай) | 24          | 8    | 2             | 1    | 2              | 1    |
| 2010  | Тобол (Костанай) | 32          | 15   | 1             | 0    | 2              | 2    |
| 2011  | Локомотив/Астана | 31          | 10   | 1             | 0    | 0              | 0    |
| 2012  | Тобол (Костанай) | 26          | 6    | 4             | 0    | -              | 0    |
| 2013  | Тобол (Костанай) | 30          | 9    | 2             | 0    | -              | 0    |
| 2014  | Тобол (Костанай) | 28          | 5    | 1             | 0    | -              | 0    |
| 2015  | Тобол (Костанай) | 19          | 5    | 1             | 1    | -              | 0    |
| 2016  | Тобол (Костанай) | 27          | 4    | 0             | 0    | -              | 0    |
| 2017  | Иртыш (Павлодар) | 7           | 0    | 2             | 0    | -              | 0    |
| 2017  | Тобол (Костанай) | 10          | 0    | 2             | 0    | 1              | 0    |
| 2018  | Тобол (Костанай) | 10          | 1    | 0             | 0    | -              | 0    |
| Итого |                  | 526         | 167  | 36            | 4    | 22             | 7    |

### Голы за сборную
| # | Дата            | Соперник    | Итог матча | Турнир                    |
| - | --------------- | ----------- | ---------- | ------------------------- |
| 1 | 19 февраля 2004 | Армения     | 3:3        | Товарищеский матч         |
| 2 | 19 февраля 2004 | Армения     | 3:3        | Товарищеский матч         |
| 3 | 2 июля 2005     | Таджикистан | 4:1        | Товарищеский матч         |
| 4 | 7 сентября 2005 | Греция      | 1:2        | Отборочный турнир ЧМ-2006 |
| 5 | 24 марта 2007   | Сербия      | 2:1        | Отборочный турнир ЧЕ-2008 |
| 6 | 11 августа 2010 | Оман        | 3:1        | Товарищеский матч         |
| 7 | 5 марта 2014    | Литва       | 1:1        | Товарищеский матч         |